# کریر اچ‌ای‌پی
نرم‌افزار تحلیل ساعتی کریر (به انگلیسی: Carrier HAP: Hourly Analysis Program) یکی از قدیمی‌ترین و در عین حال جامع‌ترین نرم‌افزارهای موجود جهت محاسبات بار سرمایی و گرمایی ساختمان‌ها با کاربردهای مختلف است.
این نرم‌افزار قدرتمند امکانات بسیار زیاد و کاربردی را در عین سادگی و کاربری آسان در اختیار مهندسان تأسیسات و مکانیک قرار می‌دهد. هم‌اکنون در بسیاری از نقاط جهان از این نرم‌افزار به عنوان مرجع محاسبات تأسیسات مکانیکی استفاده می‌گردد. در کشور ما ایران نیز این نرم‌افزار مورد تأیید سازمان نظام مهندسی قرار گرفته و هم‌اکنون پروژه‌های تأسیساتی و طراحی‌های انجام گرفته توسط این نرم‌افزار مورد تأیید قرار خواهد گرفت.
این نرم‌افزار محصول شرکت معتبر آمریکایی سازنده دستگاه‌ها و تجهیزات تهویه مطبوع، کریر است.
از رقبای اصلی Carrier HAP در بازار می‌توان به Rhvac ،Trane TRACE 700 و Chvac اشاره کرد.
در میان این نرم‌افزارها، نرم‌افزار HAP در کشور ما دارای مقبولیت و معروفیت فراوانی است و تقریباَ تمامی مهندسان تأسیسات کشور ما، از این نرم‌افزار بهره می‌برند. این نرم‌افزار در آمریکا، کانادا، استرالیا و به بیان جامع تر، در هر کشوری که نمایندگی شرکت کریر در آن قرارداد استفاده می‌شود. بسیاری از فعالان و مهندسان عرصه تأسیسات هم‌اکنون در دیگر کشورهایی که از این نرم‌افزار استفاده می‌کنند مشغول اشتغال در حرفه طراحی با این نرم‌افزار هستند. این نرم‌افزار ریشه در یکی از قویترین مراجع محاسبه بارهای حرارتی و برودتی دارد که به هندبوک کریر معروف است و عنوان اصلی آن Handbook of Air Conditioning System Design می‌باشد. در طی این سال‌ها نسخه‌های متعددی از این نرم‌افزار از سوی شرکت کریر ارائه شده‌است که به جز تغییرات جزئی در نسخه ۴٫۲، سایر نسخه‌ها در قسمت محاسبات بارهای گرمایشی و سرمایشی تغییری نکرده‌اند و عمده تغییرات مربوط به بخش آنالیز انرژی می‌باشد.
نرم‌افزار کریر امکانات دیگری از جمله انتخاب تجهیزات را برای فضاها ی تعریف شده با سیستم‌های مختلف در اختیار کاربران قرار می‌دهد که می‌تواند کمک بسیار بزرگی برای مهندسان طراح تأسیسات مکانیکی باشد.